# Empis plumata
Empis plumata är en tvåvingeart som beskrevs av Christophe Daugeron 2001. Empis plumata ingår i släktet Empis och familjen dansflugor.
Artens utbredningsområde är Senegal. Inga underarter finns listade i Catalogue of Life.